# Dendrobium farinatum
Dendrobium farinatum är en orkidéart som beskrevs av Herbert Schildhauer och Schraut. Dendrobium farinatum ingår i släktet Dendrobium, och familjen orkidéer.
Artens utbredningsområde är Vietnam. Inga underarter finns listade i Catalogue of Life.